# Kákics
Kákics là một thị trấn thuộc hạt Baranya, Hungary. Thị trấn này có diện tích 14,89 km², dân số năm 2010 là 213 người, mật độ 14 người/km².